# Тобин, Бекка
Бекка Тобин (англ. Becca Tobin; род. 18 января 1986, Джорджия, США) — американская актриса, певица и танцовщица, наиболее известная по роли Китти Уайлд в сериале «Хор».

## Биография
Бекка Тобин родилась в городе Мариетта, Джорджия, в семье адвокатов. Она была младшей из двоих дочерей. В детстве Бекка участвовала в группе поддержки и занималась танцами. В школьные годы она страдала от буллинга, из-за которого она не пошла на свой выпускной. В 2007 году Тобин окончила школу искусств AMDA.
В 18 лет Тобин переехала в Нью-Йорк. Она работала на Бродвее дублером. В 2012—2015 годах она играла роль Китти Уайлд в сериале «Хор».
Тобин встречалась с совладельцем нескольких клубов Мэттом Бендиком вплоть до его смерти при невыясненных обстоятельствах 10 июля 2014 года.
3 декабря 2016 года Бекка вышла замуж за антерпренера Зака Мартина. В февраля 2022 года у пары родился сын Разерфорд Томас «Форд» Мартин.